# ماري (تل الحريري)
ماري (تل الحريري) ، وهو موقع أثري ذو أهمية استثنائية. تقع على بعد 11 كم إلى الشمال الغربي من البوكمال على الضفة الغربية اليمنى لنهر الفرات، وتبعد عن دير الزور 115 كم جنوبا، في منتصف الطريق الذي يصل بين البحر الأبيض المتوسط، وبلاد ما بين النهرين أي على الطريق الدولي الرئيسي.
مما يوضح أهمية ماري الجغرافي كعاصمة للبحر الأبيض المتوسط، ويفسر أسباب ازدهارها الاقتصادي، كما يفسر سبب طمع الممالك المجاورة بها، وهو مما أدى إلى سقوطها بيد حمو رابي البابلي.
أمدتنا ماري بمعلومات كثيرة حول التجارة الدولية وكانت مركز تجاري هام لصناعة البرونز، ويمكن الحصول علية بكميات كبيرة عن طريق الاستيراد من بلاد العراق عبر «ماري» وحلب.

## قصر مملكة ماري
من خلال النقيبات الأثرية تم الكشف عن ثلاثة قصور فوق بعضها البعض:
القصر الباحث يطلق عليه قصر – المعبد ويرجع تقريبا إلى الإلف الثالثة قبل الميلاد، وهندسة هذا البناء يشبه هندسة المعبد، وتضيع فيه المعالم ما بين وظيفتها الاعتقائدية والوظائف المدنية، ويوجد بالقصر بيت لعبادة. في وسطه باحة مربعة طول ضلعها 10 م جدرانها مزوقة بالمحاريب واحتوت على منضدة ونذور وحوض للماء المقدس ومذبح. تحيط بالباحة غرف صغيرة كبيرة، وفي الطرف الجنوبي عثر على قلعة كبيرة، تميزت بوجود قدس الأقداس فيها.
وقد لوحظ وجود ممر يحيط ببيت العبادة. يبدو أنه يشكل عقدة مواصلات تتفرع عنها الدروب إلى جميع جهات القصر، وعثر في القصر على بقايا عمود خشبي من أرز لبنان.
قصر زميري ليم، الذي تم تدشينه في حوالي 1800 ق.م ولكن تاريخ إنشائه يعود إلى الألف الثالث قبل الميلاد واستمر قرون حتى دشنه الملك زميري ليم.
وعثر أثناء التنقيب على أثار قصر ملكي، وكان كبير مجهز بجميع أجهزة الدولة والدواوين، وهو يشمل الأقسام التالية: المدخل الرئيسي، الحي الشرقي من الباحة الرئيسة، الحي الغربي، جناح الاحتفالات والاستقبالات الملكية، وجناح للملك والملكة وقاعة عرش، جناح للمدارس، والموظفون، حي الفران والمخازن. وهذا القصر متأثر بعمارة بلاد الرافدين.